# Maryna Aleksiïva
Maryna Antonivna Aleksiïva (in ucraino Марина Антонівна Алексіїва?; Charkiv, 29 maggio 2001) è una nuotatrice artistica ucraina.
È la sorella gemella di Vladyslava Aleksiïva, anche lei sincronetta della nazionale ucraina.

## Palmarès
- Mondiali

Budapest 2017: argento nel libero combinato, bronzo nella gara a squadre (programma libero).
Gwangju 2019: oro nell'highlight, bronzo nella gara a squadre (programma tecnico e libero) e nel libero combinato.
Budapest 2022: oro nell'highlight e nel libero combinato , argento nella gara a squadre (programma libero) e nel duo tecnico e nel duo libero.
Fukuoka 2023: bronzo nella gara a squadre (programma libero).
Doha 2024: argento nella gara a squadre acrobatico.
- Europei

Glasgow 2018: oro nel libero combinato, argento nella gara a squadre (programma tecnico e libero).
- Giochi europei

Cracovia 2023: argento nel duo libero e nel programma libero combinato
- Mondiali giovanili

Budapest 2018: argento nel duo (programma tecnico e libero).
- Europei giovanili

Rijeka 2016: argento nella gara a squadre e nel libero combinato.
Tampere 2018: argento nel duo (programma tecnico e libero).

### Coppa del Mondo
- 12 podi:
  - 5 vittorie (3 nella prova a squadre e 2 nel duo)
  - 5 secondi posti (4 nel duo, 1 nella gara a squadre)
  - 2 terzi posti (2 nel duo)

#### Coppa del mondo - vittorie
| Data          | Luogo       | Paese    | Disciplina      |
| ------------- | ----------- | -------- | --------------- |
| 18 marzo 2023 | Markham     | Canada   | Team acrobatico |
| 6 maggio 2023 | Montpellier | Francia  | Duo libero      |
| 8 maggio 2023 | Montpellier | Francia  | Team acrobatico |
| 4 giugno 2023 | Oviedo      | Spagna   | Team acrobatico |
| 5 luglio 2024 | Budapest    | Ungheria | Duo tecnico     |